# Йота Дракона b

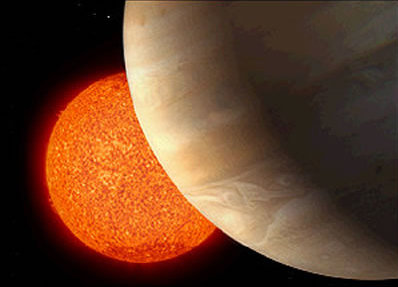

Йота Дракона b, формально называемая Гипатия (произносится / h aɪ ˈ p eɪ ʃ iə / или / h ɪ ˈ p eɪ ʃə/), является экзопланетой, вращающейся вокруг гигантской звезды К-типа Йота Дракона на расстоянии около 101,2 световых лет (31 парсек, или почти 2,932 × 10 14 км). Экзопланета была обнаружена с использованием метода лучевой скорости на основе измерений лучевой скорости путем наблюдения доплеровских сдвигов в спектре родительской звезды планеты. Это была первая планета, открытая на орбите гигантской звезды.

### Масса, радиус и температура
Йота Дракона b - это "супер-Юпитер", планета, масса которой больше, чем у газовых гигантов Юпитера и Сатурна. Её температура составляет 598 К (325 °C; 617 °F). По оценкам, минимальная масса Йоты Дракона b составляет около 11,82 масс Юпитера, а потенциальный радиус примерно в 12 раз больше земного.
В 2021 году астрометрические наблюдения показали, что истинная масса Iota Draconis b составляет 16,4 массы Юпитера.

### Родительская звезда
Планета вращается вокруг гигантской звезды (K-типа) по имени Йота Дракона. Звезда исчерпала запасы водорода в своем ядре и в настоящее время выделяет гелий. Звезда имеет массу 1,82 M☉ и радиус около 12 R☉.  температура поверхности составляет 4545 К, а возраст, основанный на его эволюции, составляет около 800 миллионов лет. Хотя эта звезда намного моложе Солнца, большая масса этой звезды коррелирует с более быстрой эволюцией, что приводит к тому, что звезда-хозяин уже отошла от главной последовательности. На главной последовательности Йота Дракона, вероятно, была звезда класса А с температурой поверхности от 7400 до 10 000К. Для сравнения, возраст Солнца составляет около 4,6 миллиарда лет, а температура поверхности составляет 5778 K.
Видимая звездная величина, мера того, насколько яркой она кажется с Земли, составляет 3,31. Поэтому Йоту Драконис можно увидеть невооруженным глазом.

### Орбита
Йота Дракона b обращается вокруг своей звезды со светимостью, почти в 55 раз превышающей Солнечную (55 L☉), каждые 511 дней на среднем расстоянии 1,275 а.е. (по сравнению с орбитальным расстоянием Марса от Солнца, которое составляет 1,52 а.е.). У нее очень эксцентричная орбита с эксцентриситетом 0,7124.

## Открытие
Обнаруженная в 2002 году во время исследования лучевых скоростей гигантских звезд K-класса, ее эксцентричная орбита помогла ее обнаружению, поскольку гигантские звезды имеют пульсации, которые могут иметь присутствие планеты.

## Имя
После открытия планета получила название Йота Дракона b. В июле 2014 года Международный астрономический союз запустил NameExoWorlds - процесс присвоения собственных имен определенным экзопланетам и звездам-хозяевам. Процесс включал в себя публичное выдвижение кандидатов и голосование за новые имена. В декабре 2015 года МАС объявил, что победителем конкурса для этой планеты стала Гипатия.